# Saatgutreinigung
Saatgutreinigung ist der Vorgang, bei dem Saatgut früher manuell, heute maschinell von Unkrautsamen sowie weiteren Kontaminationen gereinigt und gegebenenfalls in einheitliche Korngrößen sortiert wird.

## Verfahren
Saatgutreinigung erfolgt in dafür vorgesehenen Reinigungsanlagen, die hauptsächlich nach dem Windfege-, Trieur- und/oder Siebverfahren arbeiten. Saatkörner, beschädigte Saatkörner (Bruchkörner), Unkrautsamen, Steinchen und anderes Material werden zuerst in einer Windfege aufgrund ihrer unterschiedlichen Dichten getrennt. Anschließend lassen sich Saatkörner in einem Trieur nach ihrer Form und Größe auftrennen.

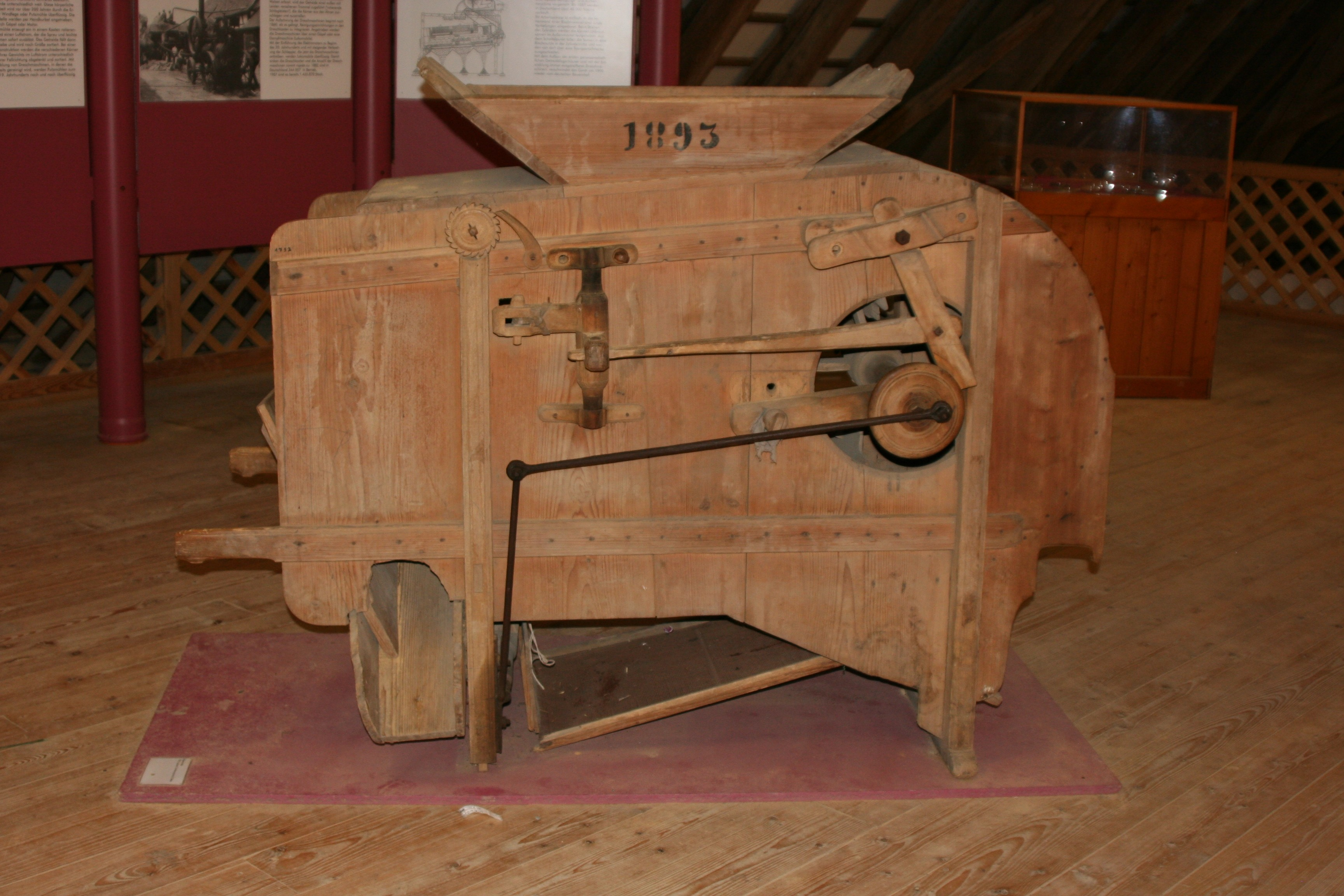
Historische Windfege aus Holz
- Siebwindfege
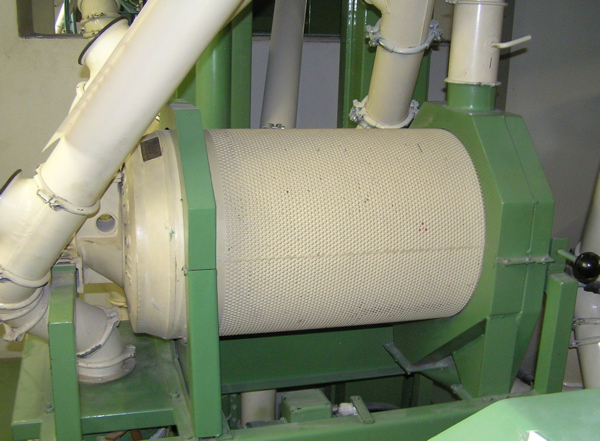
Manteltrieur

## Auswirkungen
Saatgutreinigung liefert homogene Chargen von Saatmaterial, die frei von Verunreinigungen und Unkrautsamen sind. Ein Beispiel für die gesundheitliche Verbesserung durch Saatgutreinigung ist die Möglichkeit der Entfernung von Komponenten, die nach der Aussaat den Befall mit Mutterkorn begünstigen.